# Деляновци
Деляновци (болг. Деляновци) — село в Болгарии. Находится в Великотырновской области, входит в общину Свиштов. Население составляет 109 человек (2022).

## Политическая ситуация
В местном кметстве Деляновци, в состав которого входит Деляновци, должность кмета (старосты) исполняет Веска Христова Илиева (коалиция в составе 3 партий: Болгарский земледельческий народный союз (БЗНС), Союз демократических сил (СДС), Союз свободной демократии (ССД)) по результатам выборов.
Кмет (мэр) общины Свиштов — Станислав Петров Благов (коалиция в составе 4 партий: Болгарский земледельческий народный союз (БЗНС), Союз свободной демократии (ССД), Союз демократических сил (СДС), либеральная инициатива «За демократическое европейское развитие» (ЛИДЕР)) по результатам выборов.